# Rodrigo Escobar Navia
Rodrigo Escobar Navia (Cali, 1939-Bogotá, 11 de febrero de 2002) fue un abogado, economista y político colombiano.
Se desempeñó como Ministro de Gobierno y Ministro de Educación de ese país.

## Biografía
Nació en Cali, en 1939. Estudió en colegio Berchmaans, para después estudiar en la Pontificia Universidad Javeriana, de donde se graduó como Abogado y Economista.
En 1979 fue designado como Alcalde de Cali por el Gobernador Jaime Arizabaleta Calderón. Durante su gestión como Alcalde se creó la Corporación para la Recreación Popular de Cali, que administra los parques recreacionales caleños, y la Fundación Zoológico de Cali, que evitó la caída en Bancarrota del Zoológico de Cali. También se construyó la avenida Pasoancho y el anillo vial de Santa Librada. El lema de su administración fue «Cali no tiene con qué, pero sí tiene con quién».
Después de ser alcalde, pasó a ser rector de la Universidad de Los Andes, en Bogotá, antes de ser nombrado Ministro de Gobierno por el presidente Conservador Belisario Betancur; en esa cartera estuvo un año antes de pasar a la de Educación. Estando en el primer ministerio, creó las zonas Francas en Colombia, introdujo la figura de las Organizaciones No Gubernamentales en Colombia, a la vez que apoyó la Ley de Descentralización fiscal y de fortalecimiento financiero de los municipios y departamentos, mientras estando en el segundo ministerio fue miembro creador del Comité Internacional de Ciencia y Tecnología de Colombia. «Todas las salidas de Colombia pasan por la educación», mencionó al posesionarse como Ministro de Educación.
Tras salir del Gobierno, se desempeñó como Notario Quinto de Bogotá y en 1999 se postuló a la Rectoría de la Universidad del Valle, sin éxito. Como líder empresarial, se fundó el Centro de Investigaciones de la Caña de Azúcar (Cenicaña) y se desempeñó como Presidente de la Federación de Productores de Arroz (Fedearroz), presidente de la Asociación de Cultivadores de Caña de Azúcar de Colombia (Asocaña) y presidente de la Federación Colombiana de Industrias Metalúrgicas (Fedemetal).
Era hermano del rector de la Universidad del Valle, Álvaro Escobar Navia, y estaba casado con Myriam de Nogales, unión de la cual nacieron cuatro hijas.
Falleció en Bogotá en febrero de 2002.